# حادثة صفع ويل سميث لكريس روك

ويل سميث يصفع كريس روك على وجهه خلال حفل توزيع جوائز الأوسكار الـ94، بعدسة بريان سنايدر من رويترز.

في 27 مارس 2022، أثناء البث التلفزيوني المباشر لجوائز الأوسكار الـ 94، سار الممثل ويل سميث على خشبة المسرح وصفع الممثل الكوميدي كريس روك على وجهه أثناء تقديم الأخير جائزة الأوسكار لأفضل فيلم وثائقي. قبل ذلك مباشرة، أشار روك مازحًا بزوجة سميث، جادا سميث، بفيلم جي.آي.جين (1997) مُشبهًا إياها ببطلة الفيلم ديمي مور التي كانت حليقة الرأس، حيث جادا كانت حليقة الرأس بسبب داء الثعلبة. بعد عودته إلى مقعده، صرخ سميث بجمل تضمنت ألفاظ نابية. وعلق روك بإيجاز على الحادث ثم تابع الحفل. في وقت لاحق من ذلك المساء، فاز سميث بجائزة أفضل ممثل. أثناء خطابه، اعتذر سميث لأكاديمية الفنون والعلوم السينمائية ولم يتطرق لروك في اعتذاره. في اليوم التالي، أصدر سميث اعتذارًا إلى روك والأكاديمية عبر الإنستغرام والفيسبوك.
صُدم الجمهور ومشاهدو التلفاز بالحادثة، وتساءل البعض عما إذا كانت الحادثة تم إعدادها مُسبقًا أم لا. في الولايات المتحدة، تم كتم الصوت من قبل محطة ABC بسبب قوانين الرقابة الفيدرالية، ولكن نُشرت لقطات فيديو غير خاضعة للرقابة من الإذاعات الدولية على الإنترنت وسرعان ما انتشرت بسرعة، وتراكمت عشرات الملايين من المشاهدات عبر منصات متعددة. أثار الحادث تعليقات ومناقشات واسعة النطاق.
استقال سميث من عضويته في الأكاديمية في 1 أبريل 2022، ومنعت الأكاديمية سميث من حضور حفل توزيع جوائز الأوسكار أو أي حدث أكاديمي آخر لمدة عشر سنوات، اعتبارًا من 8 أبريل.

## خلفية
نشرت مجلة نيوزويك مقالاً في 1 أبريل 2022، أشارت إلى أن كريس روك قد أدلى بملاحظات حول نشاط جادا سميث في مسيرة المليون امرأة في عام 1997، وكذلك في مقابلة مع جادا سميث في برنامجه الحواري في وقت متأخر من الليل، عرض كريس روك.
في 3 مارس 2022، أعلنت أكاديمية فنون وعلوم الصور المتحركة عن روك كواحد من مقدمي حفل توزيع جوائز الأوسكار الـ 94. خدم روك سابقًا كمضيف للجوائز في مناسبتين منفصلتين، بما في ذلك في عام 2016، عندما قاطع العديد من الممثلين الحدث بسبب عدم وجود المرشحين الأمريكيين من أصل أفريقي. كانت جادا سميث من بين المشاركين في المقاطعة، مما دفع روك إلى المزاح عنها في مونولوجه الافتتاحي: «مقاطعة جادا لجوائز الأوسكار تشبهني بمقاطعة سراويل ريانا. لم تتم دعوتي.»
خلال حلقة 2018 من برنامجها الحواري Red Table Talk ، كشفت جادا سميث أنها كانت تفقد شعرها، ربما بسبب الإجهاد. تم تشخيص حالتها بأنها مصابة بالثعلبة البقعية، أحد أمراض المناعة الذاتية، وفي يوليو 2021، قررت أن تحلق رأسها بالكامل.

## الحادثة
صعد روك على خشبة المسرح للإعلان عن المرشحين لأفضل فيلم وثائقي في حفل توزيع جوائز الأوسكار الـ94 ، حيث أجرى مونولوجًا قصيرًا مليئًا بالنكات، قرأ إلى حد كبير من نص شاشة التلقين. أدلى روك بمزحة عن الزوجين خافيير بارديم وبينيلوبي كروز، وكلاهما تلقى ترشيحات مماثلة في نفس الحفل. في هذه الأثناء، جلس سميث وزوجته جادا سميث معًا بالقرب من مقدمة الجمهور. ثم بدأ روك نكتة حول رأس جادا سميث الحليق، مقارناً بشخصية ديمي مور في فيلم جي.آي.جين عام 1997.
أظهر البث ردود فعل سميث وبنكيت سميث على النكتة؛ كان ويل سميث ضاحكًا ومبتسمًا، بينما أظهر وجه زوجته استياءًا واضحًا. ثم عاد البث إلى روك.
واصل روك الضحك والميل إلى الأمام بينما عَبَرَ سميث المسرح ليقف ويواجهه وجهاً لوجه. ومن دون أن يتحدث، صفع ويل سميث كريس روك على وجهه، ثم استدار بسرعة وعاد إلى مقعده. ذُهل الجمهور الصامت فجأة، لكنه افترض أن الصفعة كانت كوميدية معدة مسبقًا. تناقض الهجوم الجسدي مع الصورة العامة الهادئة التي بناها سميث على مدى ثلاثة عقود. رد روك على الحادث على خشبة المسرح، بينما صاح سميث في وجهه من مقعده دون ميكروفون.
تم حظر عبارات سميث السيئة بعد الصفعة من خلال كتم الصوت أثناء البث المباشر في العديد من البلدان، ولكنها جعلت الجمهور يدرك أن غضب سميث كان حقيقيًا. قال كيفن كوستنر، الذي كان ينتظر خارج المسرح لتقديم جائزة الأوسكار لأفضل مخرج؛ «أوه، كان هذا حقيقيًا».

### التصوير
كان الصحفي المصور براين سنايدر، الذي يعمل لصالح رويترز، من بين مجموعة من المصورين في كشك العرض عندما التقط صورة سميث وهو يضرب روك. سرعان ما انتشرت صورة سنايدر بسرعة، وظهرت في المواجز الإخبارية، وتم استعمالها كميم إنترنت. وكشفت CNN لاحقًا أن "سنايدر نفسه لم ير صورته - أو تأثيرها الثقافي - إلا بعد انتهاء العرض."؛ حيث أرسل سنايدر صوره تلقائيًا إلى محرريه. تم تحديد لمحة عن سنايدر من قبل العديد من وسائل الإعلام، مع منفذ واحد يصف سنايدر بأنه "الفائز الوحيد في ويل سميث ضد كريس روك"، متكهنًا أن "سنايدر سيفوز الآن بجائزة التصوير الصحفي الأكثر رواجًا، جائزة صورة العام الصحفية العالمية، وذلك بفضل صورته التي التقطت اللحظة التي ضرب فيها سميث روك.
على الإنترنت، تم "التلاعب رقميًا بالصورة الأصلية لسنايدر لأغراض عديدة منها السخرية. في برلين، قام الفنان الدومينيكي خيسوس كروز أرتيل بتعديل الصورة الأصلية كجزء من لوحة جدارية على الجزء المتبقي من جدار برلين في مدينة ماوربارك.

### نسبة المشاهدة غير الخاضعة للرقابة
في الولايات المتحدة، كتمت إذاعة ABC الصوت بسبب القوانين الفيدرالية؛ ومع ذلك، فإن العديد من الإذاعات الدولية لم تفعل ذلك، وانتشرت التسجيلات غير الخاضعة للرقابة للحدث على وسائل التواصل الاجتماعي. تم نشر لقطات غير خاضعة للرقابة للحادث من قبل الحارس على موقع يوتيوب، والتي تلقت أكثر من 50 مليون مشاهدة في غضون 24 ساعة، لتصبح واحدة من أكثر مقاطع الفيديو مشاهدة على الإنترنت في أول 24 ساعة. يستخدم الفيديو لقطات من البث الأسترالي للحفل على Seven Network . وصل الفيديو إلى رقم 1 على صفحة YouTube الشائعة في غضون 3 ساعات في الولايات المتحدة والمملكة المتحدة وأستراليا والعديد من البلدان الأخرى. ووصفت بعض وسائل الإعلام الحادثة على أنها «الصفعة التي سُمعت في جميع أنحاء العالم». انتشرت الميمات على الإنترنت المتعلقة بالحادث في جميع أنحاء الإنترنت.

### مقاطع فيديو إضافية
في 31 مارس، تم نشر لقطات هاتفية إضافية للحادث بدا أنها تظهر الحادث من خلال زاوية أحد أفراد الجمهور على طاولة سميث. يبدو أن اللقطات تُظهر رد فعل بينكيت سميث أثناء وبعد نكتة صفع روك، وتظهر بينكيت سميث وهي غير مستاءة وتدير عينيها أثناء النكتة ثم يبدو أنها تضحك عندما يعلق روك بقوله: «ويل سميث صدمني..» و«كانت تلك... أعظم ليلة في تاريخ التلفزيون.»

## بعد ذلك مباشرة
قالت الأكاديمية في بيان صدر يوم الأربعاء التالي، إنه طُلب من سميث مغادرة الحفل ورفض ذلك. ومع ذلك، نفى آخرون ممن كانوا حاضرين في المسرح أن يُطلب من سميث، إما بشكل مباشر أو من خلال ممثل، المغادرة؛ نشأ خلاف بين أعضاء قيادة الأكاديمية ومنتج الحفل ويل باكر حول ما إذا كان ينبغي السماح لسميث بالبقاء، مما أدى إلى عدم اتخاذ أي إجراء. أخبرت المصادر مجلة Variety أن باكر «كان مفتاح بقاء سميث في مقعده». في مقابلة لاحقة مع صباح الخير يا أمريكا، قال باكر إنه عارض اقتراحات طرد سميث من المسرح لأنه لا يعتقد أن روك يريد ذلك.
في غضون أربعين دقيقة، فاز سميث بجائزة أفضل ممثل عن دوره في دور ريتشارد ويليامز في فيلم الملك ريتشارد. ركز حديثه على حاجته لحماية من حوله واعتذر للأكاديمية والمرشحين الآخرين، ولم يتطرق لكريس روك. تلقى ترحيبا حارا. وتطرق بالقول بأن فعل «أشياء مجنونة» باسم الحب.
في ذلك المساء، التقى ضباط شرطة لوس أنجلوس مع باكر، الذي ذكر لاحقًا أنهم كانوا على استعداد لاعتقال سميث بتهمة الضرب. رفض روك مرارا توجيه اتهامات إلى سميث.
حوالي الساعة 1:00 صباحًا، تم تصوير سميث وهو يرقص في فانيتي فير بعد الحفلة حيث عزف دي جي أغنية سميث "Gettin 'Jiggy wit It". كتب مايكل شولمان، أحد رواد الحفلة في صحيفة نيويوركر، أنه «في نهاية هوليوود التي بدت مظلمة للغاية وسريالية لدرجة يصعب تصديقها، بدا أن [سميث] يقضي وقتًا من حياته».

## اعتذار وتداعيات

### استقالة سميث
بعد رد الفعل العام، أصدر سميث اعتذارًا رسميًا في الإنستغرام والفيسبوك. أشار سميث إلى سلوكه على أنه «غير مقبول» و «لا يغتفر». ذهب خاطب روك مباشرة: «أود أن أعتذر لك علنًا يا كريس. كنت خارج إدراكي وكنت مخطئا. أشعر بالحرج ولم تكن أفعالي مؤشرا على الرجل الذي أريد أن أكونه. لا مكان للعنف في عالم المحبة واللطف.» في 1 أبريل 2022، قدم سميث استقالته من الأكاديمية، حيث كتب جزئيًا:
«لقد حرمت المرشحين والفائزين الآخرين من فرصة الاحتفال والاحتفاء بعملهم الاستثنائي. قلبي احترق. أريد إعادة التركيز على أولئك الذين يستحقون الاهتمام لإنجازاتهم والسماح للأكاديمية بالعودة إلى العمل الرائع الذي تقوم به لدعم الإبداع والفن في السينما. لذلك، أنا أستقيل من عضوية أكاديمية فنون وعلوم الصور المتحركة، وسأقبل أي عواقب مناسبة يراها المجلس».
تم قبول استقالة سميث من قبل رئيس الأكاديمية ديفيد روبين. تعني استقالة سميث أنه لم يعد قادرًا على التصويت على ترشيحات الأوسكار كعضو في الأكاديمية.

### بيان الأكاديمية
أصدرت أكاديمية فنون وعلوم الصور المتحركة (AMPAS) بيانًا في اليوم التالي، أدانت فيه تصرفات سميث وأعلنت عن مراجعة رسمية. وأصدرت نقابة العمال التي تمثل ممثلين في السينما والتلفزيون، بيانًا مشابهًا يدين سلوك سميث: «العنف أو الإيذاء الجسدي في مكان العمل ليس مناسبًا أبدًا والنقابة تدين أي سلوك من هذا القبيل. كانت الحادثة التي تورط فيها ويل سميث وكريس روك في حفل توزيع جوائز الأوسكار الليلة الماضية غير مقبولة. لقد كنا على اتصال مع أكاديمية فنون وعلوم الصور المتحركة وABC بشأن هذا الحادث وسنعمل على ضمان معالجة هذا السلوك بشكل مناسب. لا تعلق النقابة على أي عملية تأديبية معلقة للعضو.»

### صمت روك
بعد ثلاثة أيام من الحادث، ذكر روك الموضوع بإيجاز لأول مرة في عرض كوميدي، قائلاً إنه ما زال يعالج الأمر، لكنه وعد بالحديث عنه في المستقبل. ونفى الشائعات التي تطرقت إلى سميث منذ المشاجرة. قال روك أيضًا إن سميث لم يتواصل معه شخصيًا، ولم يتحدثوا منذ الاحتفال. ونفى المزاعم على وسائل التواصل الاجتماعي بأن روك نفسه قد اعتذر بعد الحادثة.

## الإجراءات التأديبية
في 28 مارس، اليوم التالي للحادث، أعلنت الأكاديمية أنها بدأت مراجعة رسمية. كشف مجلس محافظي الأكاديمية عن خطط لعقد اجتماع كامل لاستكشاف المزيد من الإجراءات والعواقب وفقًا للوائحهم الداخلية ومعايير السلوك وقانون كاليفورنيا المقرر عقده يوم الأربعاء الذي يلي الحادث. أصدر ديفيد روبين، رئيس الأكاديمية، وداون هدسون، الرئيس التنفيذي للأكاديمية، خطابًا لاحقًا إلى أعضاء الأكاديمية، مشيرًا إلى أن العملية الرسمية ستستغرق بضعة أسابيع لتحديد الإجراء المناسب لسميث. في 29 مارس، بدأ سميث مكالمة مدتها ست دقائق مع روبن وهدسون، حيث اعتذر مرة أخرى عن أفعاله، ولم يكن مجلس المحافظين على علم بالمحادثة عند مناقشة الإجراءات التأديبية في اليوم التالي. ووصف أحد المشاركين في اجتماع مجلس الإدارة الافتقار إلى الشفافية بالريبة وأظهر عدم وجود قيادة.
في 30 مارس، بدأت الأكاديمية إجراءات تأديبية ضد سميث «لانتهاكات معايير السلوك الأكاديمية، بما في ذلك العنف الجسدي غير اللائق، والسلوك المسيء والتهديد، وتعريض نزاهة الأكاديمية للخطر.» أُعطيَّ لسميث خمسة عشر يومًا لتقديم رد مكتوب. وقالت الأكاديمية: «بينما نود توضيح أن السيد سميث طُلب منه مغادرة الحفل ورفض المغادرة، فإننا ندرك أيضًا أنه كان بإمكاننا التعامل مع الموقف بشكل مختلف». يشار إلى فترة الخمسة عشر يومًا عندما يصوت مجلس المحافظين على ما إذا كان سيتم تطبيق «التعليق أو الطرد أو عقوبات أخرى بموجب معايير سلوك الأكاديمية» على سميث. قال العديد من أعضاء الأكاديمية إن الأكاديمية يجب عليها على الأقل تعليق عضوية سميث، مستشهدين بمعايير السلوك الخاصة بالمنظمة التي تم تنفيذها بعد ثمانية أسابيع من الكشف عن جرائم هارفي وينشتاين الجنسية. في السابق، لم تطرد الأكاديمية أي عضو قبل عام 2004، عندما صوت مجلس من اللجنة المكونة من 42 عضوًا بالإجماع على طرد الممثلة كارمين كاريدي لمشاركتها نسخًا ترويجية من الأفلام التي تم قرصنتها لاحقًا. بعد ذلك، طردت الأكاديمية هارفي وينشتاين ورومان بولانسكي وبيل كوسبي والمصور السينمائي آدم كيميل بسبب جرائم جنسية.
في 1 أبريل، استقال سميث بشكل استباقي من عضويته. أخبرت الاكاديمية سميث أنه من المحتمل أن يتم طرده لمدة عقد أو أكثر. دفع هذا الاحتمال سميث، الذي كان عضوًا في الأكاديمية منذ عام 2001، إلى الاستقالة قبل طرده. حتى مع استقالة سميث، أعلنت الأكاديمية أنها ستستمر في المضي قدمًا في إجراءاتها التأديبية ضد سميث لانتهاك معايير السلوك الأكاديمية، قبل اجتماع مجلس الإدارة التالي المقرر في 18 أبريل. ذكرت Variety أن اجتماع الأكاديمية التأديبي، الذي كان مقررًا في الأصل في 18 أبريل، يخطط للاستمرار في اتخاذ قرار بشأن القضايا التي لم يتم تناولها من خلال استقالة سميث والتي تشمل: (1) استمرارية احتفاظ سميث بجائزة أوسكار أفضل ممثل عن الملك ريتشارد، (2) استمرارية السماح لسميث للأعضاء الآخرين بدعوتهم إلى احتفالات توزيع جوائز الأوسكار المستقبلية، (3) استمرارية أن يكون سميث مؤهلاً للترشح للنظر فيه في المستقبل بينما لم يعد عضوًا له حق التصويت في الأكاديمية. بالإضافة إلى عضويته في الأكاديمية، ذكرت فارايتي كذلك أن عضويات سميث المهنية الأخرى، مثل تلك الموجودة في النقابة، سيتم إبلاغها بنتيجة المراجعة التأديبية لمزيد من التقييم لحالة عضويته. ومع ذلك، في 6 أبريل، أعادت الأكاديمية تحديد موعد الاجتماع التأديبي، الذي سيشرف عليه مجلس المحافظين، إلى 8 أبريل في الساعة 9 صباحًا.
في الاجتماع الذي عقد في 8 أبريل، مُنع سميث من حضور حفل توزيع جوائز الأوسكار أو أي حدث أكاديمي آخر لمدة 10 سنوات. حصلت NBC News على خطاب موقع من قبل كل من ديفيد روبن وداون هودسون والذي كشف أن مجلس الإدارة قرر أنه اعتبارًا من ذلك اليوم، لا يُسمح لسميث "بحضور أي أحداث أو برامج للأكاديمية، شخصيًا أو فعليًا، بما في ذلك على سبيل المثال لا الحصر يقتصر على جوائز الأوسكار وذلك لمدة 10 سنوات. أصدر سميث بعد ذلك بيانًا موجزًا، قائلًا فيه "أنني أقبل وأحترم قرار الأكاديمية".

## ردود الفعل والاستجابات
أظهر استطلاع للرأي أجرته YouGov في اليوم التالي للحفل أن 61٪ من الأمريكيين شعروا أن أفعال سميث غير مقبولة، مقابل 22٪ قالوا إنها مقبولة. تلقت لجنة الاتصالات الفيدرالية، التي تنظم البث الأمريكي، 66 شكوى بشأن الحادث. انقسمت ردود أفعال المشاهير تجاه الحادثة.

### ادعاءات حيلة دعائية
رأى بعض المعلقين أن الحادثة كانت بمثابة حيلة دعائية، ويرجع ذلك جزئيًا إلى تراجع أعداد المشاهدين في السنوات الأخيرة. غرد ديفيد غرينر من Adweek: «تمشية بطيئة، صفعة بيد مفتوحة، لا ترنح، مسيرة بطيئة بدون مشاجرة ولا يتدخل رجال الأمن؟ يبدو أنه متطابق تمامًا مع أسلوب الدعاية»، مع توافق العديد من التغريدات على هذا المنظور. أخبرت مصادر الأكاديمية وسائل الإعلام في وقت لاحق أن الحادث لم يكن مخططًا له.

### طاقمصيف الروح
كان الموسيقي كويستلوف ومنتجي الأفلام ديفيد دينرستين وروبرت فيفولنت وجوزيف باتل على خشبة المسرح فور وقوع الحادث لقبول جائزة أفضل فيلم وثائقي عن فيلم Summer of Soul، ورأى بعض المعلقين أن فوز المجموعة قد طغت عليه الحادثة. كتب غابرييل أولوباي من ماري كلير، «الفيلم يستحق أن يحظى بلحظته، وكان خطاب كويستلوف المؤثر والذي أشاد بوالديه يستحق أن يحظى باهتمامنا الكامل - ولكن بدلاً من ذلك، ظل العالم يركز على ويل سميث وكريس روك.» سُئل كويستلوف عن حادثة الصفعة من قبل أحد المراسلين في مؤتمر صحفي خلف الكواليس فور مغادرته المسرح، ورفض الإجابة قائلاً «أنا لا أتحدث عن ذلك الليلة، هذا يتعلق بمهرجان هارلم الثقافي». في مقابلة مع برنامج The Tonight Show بطولة جيمي فالون في الليلة التالية ، قال كويستلوف إنه لم يلاحظ الصفعة في الوقت الحالي لأنه كان يستخدم التأمل التجاوزي للحد من قلقه قبل إعلان الفائز، ولم يدرك ما حدث حتى.

### أفراد بارزون
تفاوتت ردود أفعال مشاهير الحاضرين في حفل توزيع جوائز الأوسكار. بشكل عام، كانت هناك إدانة قوية لسميث لاستخدامه العنف ضد كريس روك، بما في ذلك المضيفان المشاركان للحفل واندا سايكس وإيمي شومر، بالإضافة إلى كريم عبد الجبار، وبيدرو ألمودوفار، وجود أباتو، وجيم كاري، وستيف كوغان، إلين ديجينيرز، توماس هادن تشيرش، كيفن كوستنر، ميا فارو، كاثي جريفين، مارك هاميل، سيث ماكفارلين، زوي كرافيتز، جون ليجويزامو، جيسون مانفورد، روزي أودونيل، روب راينر، بول رودريغيز، هوارد ستيرن وريبيل ويلسون. في الجانب المقابل هناك مشاهير مثل جيريمي كلاركسون، ونيكي ميناج، وتيفاني هاديش، وجانيت هوبير، وليزلي أودوم جونيور، وجون فويت، ودينزل واشنطن كان لديهم وجهة نظر أكثر تعاطفاً مع تصرفات سميث.

#### الكوميديون ونوادي الكوميديا
تحدث بعض الكوميديين، بما في ذلك جورج والاس وكاثي جريفين، عن الكيفية التي جعلهم بها الحادث يشعرون بالقلق من احتمال حدوث المزيد من المواجهات المماثلة، وقد يكونوا أكثر حرصًا بشأن الموضوعات التي يمزحون بشأنها. رأى الممثل الكوميدي جيم كاري أنه كان يجب إلقاء القبض على سميث، وأنه كان سيقاضي سميث مقابل 200 مليون دولار لو كان هو الشخص الذي تعرض للصفع، قائلاً «هذا الفيديو سيبقى هناك إلى الأبد. سيكون في كل مكان. ستستمر هذه الإهانة لفترة طويلة جدا». انتقد كاري أيضًا صناعة السينما في هوليوود لإعطاء سميث ترحيباً حاراً بعد حصوله على جائزته. قال الممثل الكوميدي سيدريك ذا إنترتينر في حفل ما بعد حفل توزيع جوائز الأوسكار، إنه إذا تعرض للاعتداء بسبب مزاحه عن زوجة شخص ما أثناء عرضٍ كوميدي، فسوف يدافع عن نفسه. امتدح الممثل الكوميدي الإنجليزي جيمس كوردن كريس روك «لإبقاء العرض متحركًا» وانتقد ويل سميث لعدم مزاحته. زعمت إيمي شومر أنها أصيبت بصدمة من الحادث، وانتقدت سميث بشأن تصرفه.

#### السياسيون
ناقش بعض السياسيين، في الولايات المتحدة وخارجها، الحادث علنًا أو اتخذوا موقفًا منه. قال رئيس الوزراء الأسترالي سكوت موريسون، وهو يفكر في زواجه، إنه «يستطيع أن يفهم» سبب تصرفات سميث، لكنه أضاف: «هذه ليست الطريقة االسليمة التي يتصرف بها.»  في كندا، وجه رئيس الوزراء في ألبرتا جيسون كيني انتقادات لاستخدامه ميم بالحادث للتعبير عن موقفه من سياسات الطاقة الخضراء. استخدم الحزب الوطني النيوزيلندي ميم بالحادث لانتقاد حزب العمال النيوزيلندي على فيسبوك، لكن الرئيس كريستوفر لوكسون قام بحذفه وتنصل منه بسرعة.
في الولايات المتحدة، قام النائبان الديمقراطيان أيانا بريسلي وجمال بومان بنشر تغريدات لدعم سميث، وكلاهما تم حذفهما لاحقًا. غرد بريسلي، الذي يعاني أيضًا من داء الثعلبة ، «اصرخ لكل الأزواج الذين يدافعون عن زوجاتهم المصابات بالثعلبة»، بينما ورد في تغريدة بومان «لحظة قابلة للتعليم: لا تمزح بشأن شعر امرأة سوداء». كما أعرب العديد من المشرعين من الحزب الجمهوري، بما في ذلك النائبة مارجوري تايلور جرين، عن دعمهم لتصرفات ويل سميث،  بينما استخدم النائب آندي بيغز الحادث لإنشاء ميمات مناهضة لبايدن.

### مناصرة الثعلبة
أدانت لورا ماتياس، المدافعة البريطانية عن الأشخاص المصابين بالثعلبة، تصرفات سميث، لكنها قالت إن الحادث أدى إلى زيادة الوعي العام بهذه الحالة. قالت أيضًا إنها كانت أكثر عرضة للخروج في الأماكن العامة دون باروكة لتغطية صلعها ردًا على نكتة كريس روك، وشجعت الأشخاص الصلعاء الآخرين على فعل الشيء نفسه. وقالت النائبة الأمريكية أيانا بريسلي، التي تم تشخيص حالتها أيضًا بأنها مصابة بالثعلبة، إن الحالة «ليست مجرد مزحة». كما غرد بريسلي دفاعًا عن سميث ، قائلاً: «اهتفوا لكل الأزواج الذين يدافعون عن زوجاتهم المصابات بالثعلبة في مواجهة الجهل والشتائم اليومية». وأضافت «النساء المصابات بالصلع للرجال الحقيقيين فقط ... الأولاد لا يحتاجون إلى التقديم.» تم حذف التغريدة لاحقًا.

### آراء قانونية
بينما أفادت دائرة شرطة لوس أنجلوس أن روك لم يرغب في تقديم تقرير للشرطة، أوضحت المدعية الفيدرالية السابقة نعمه رحماني أن فكرة «توجيه الاتهامات» هي فكرة خاطئة قانونيًا، وأن الاختيار يعود في النهاية إلى مكتب محامي مدينة لوس أنجلوس مايك . عكر. ورددت محامية الدفاع الجنائي أليسون تريسيل هذه المشاعر قائلة: «سأندهش إذا لم ينظر محامي المدينة بجدية في [الاتهامات] لأنها كانت علنية للغاية. . . هل يرسلون رسالة خاطئة إذا لم يقاضوه؟ [. . . ] يرسل رسالة مفادها أنه يمكنك ارتكاب جريمة ولن تتم معاقبتك. كانت هذه رسالة خاطئة جدًا.» ومع ذلك، فإن المدعي العام السابق في مقاطعة لوس أنجلوس، آلان جاكسون، يعتقد أنه لن يتم متابعة التهم طالما لم يشتكي روك.
في صباح اليوم التالي للحادث، كتب كبير المحللين القانونيين Aron Solomon من Esquire Digital «من الواضح أن ما حدث في حفل توزيع جوائز الأوسكار كان اعتداءًا بموجب التعريف القانوني لولاية كاليفورنيا». كتب طارق فتاح في The Toronto Sun، «من بين الرجلين في الحادثة، خالف أحدهما القانون في حفل توزيع جوائز الأوسكار وأفلت بفعلته لأن شرطة لوس أنجلوس توقفت وتركت الأمر يحدث. . . فقط عندما يُتهم ويل سميث بالاعتداء والضرب، سيظهر أن العدالة عمياء». جودي أرمور، أستاذة القانون في جامعة جنوب كاليفورنيا، قالت: «إذا لم يتم توجيه الاتهام إلى سميث، فقد يعرض ذلك مصداقية نظام العدالة للخطر».
ومع ذلك ، جادل خبراء قانونيون آخرون ضد الاتهامات. وقال آلان جاكسون: «لكي يتم القبض عليه في جنحة، يجب أن يحدث ذلك أمام السلطات، أو على العكس من ذلك الشخص الذي يُزعم ارتكاب الجريمة ضده يجب أن يتقدم بشكوى رسمية إلى الشرطة». قالت الأستاذة بكلية الحقوق في لويولا والمدعية الفيدرالية السابقة لوري ليفنسون إن القضية لم تكن خطيرة بما يكفي لتستحق التعامل معها كأولوية؛ ووافق محامي الدفاع والمدعي العام السابق مايكل كاردوزا على ذلك، قائلاً إنه في حين أن تصرفات سميث تشكل جريمة، «فهي ليست كبيرة بما يكفي لإعاقة محاكمنا». جادل محامي الدفاع لو شابيرو بأن سميث لم يكن يعطى أي معاملة خاصة من خلال عدم اعتقاله. اتفق الخبراء الذين استشارتهم وكالة أسوشيتيد برس على أنه من غير المرجح أن يواجه سميث اتهامات على الإطلاق، وإذا أدين، فلن يحصل إلا على عقوبة بسيطة.

## التحليلات

### الذكورة السامة
ووصفت مونيكا هيس ، الكاتبة وكاتبة العمود في صحيفة واشنطن بوست ، أعمال العنف بأنها محاولة مضللة للمروءة. هذا التحليل ردده الكاتب عطا جويل الذي وصف العنف بأنه «عمل شهم محمّل بالذكورة السامة». لاحظت أستاذ الاتصالات بجامعة بوسطن آمي شانلر، «بينما قد يدرك ويل سميث أن زوجته كانت الضحية كهدف لروح الدعابة لكريس روك، ما فعله في الواقع هو إعادة صياغة الموقف بأكمله لجعل كريس روك ضحية اعتداءه». علق الأستاذ المتميز للدراسات الأمريكية الأفريقية والأفريقية، مارك أنتوني نيل، بجامعة ديوك، بأن الحادث انعكس على القيم المجتمعية المتعلقة بتصورات العرق والذكورة الأمريكية الأفريقية في وسائل الإعلام الأمريكية.
وعلق ستيفن روبرتس ، الأستاذ بجامعة موناش في كلية التربية والثقافة والمجتمع، على الحادث ووضعه أيضًا في السياق الأكبر للذكورة السامة. وخلص روبرتس إلى أن الحادث كان «تذكيرًا آخر في الوقت المناسب بأننا بحاجة إلى الاستثمار في أشكال الذكورة التي تقوم على العلاقات بين الجنسين الديمقراطية التي تركز على التعاطف والرعاية وتعزيزها». قدم الأستاذ بجامعة جنوب كاليفورنيا شون هاربر، مزيدًا من التفاصيل حول الحادث كمثال على الذكورة السامة. وأكد هاربر؛ «ويل سميث يبلغ من العمر 53 عامًا، مما يؤكد أن الذكورة السامة لا تتعلق بعدم النضج. إنه ليس شيئًا ينمو الرجال بشكل طبيعي منه. البعض منا يجسد جوانب منه طوال حياته. إن فهم ما هو وكيف يظهر في مواقفنا وسلوكياتنا قد ينقذنا من إلحاق الأذى بأنفسنا والآخرين.»

### عنف الفعل
حللت آنا بريشت، عالمة النفس في كلية الطب بجامعة هارفارد، الموقف، وافترضت كيف سينعكس ويل سميث على الحادثة في مكان مختلف: «في لحظة أكثر برودة وهدوءًا ، سيعترف بأن النكتة ليست تهديدًا في الواقع». جائزة بوكر - وضع المؤلف الحائز على جائزة برناردين إيفاريستو الحادث ضمن السياق الأكبر للفائزين الأمريكيين من أصل أفريقي بجوائز الأوسكار، وأعربت عن أسفها لأن ويل سميث اختار العنف بدلاً من الكلمات للتعبير عن نفسه. في تحليل أكاديمي تعاوني للحادث، خلص أساتذة جامعة موناش ستيفن زيك، وبياتريز جالو كوردوبا، ولوكاس والش، وماتيو بونوتي، إلى أن «العنف غير مقبول، والفطنة في متى وكيف يتم تفعيلها، أمرٌ معقد. في بعض الأحيان، قد يكون من الأفضل أن تكون غير مهذب ولا تبتسم، إذا أردنا تعزيز التغيير.»

### الأثر المالي
اتفق الأستاذان تيم سولبيرغ وغلين ماكدونالد في كلية أولين للأعمال بجامعة واشنطن في سانت لويس على أنه من المحتمل ألا يكون للحادث تأثير مالي كبير على قوة أرباح المشاهير ويل سميث أو كريس روك، ولكن يمكن أن يكون له تأثير سلبي على منظمة أكاديمية الفنون والعلوم السينمائية. وأشار سولبيرغ إلى أن «الأكاديمية نفسها قد تتعرض لأضرار إذا لم تتخذ أي إجراء». فيما يتعلق بالشخصيتين المشمولين، علق سولبيرغ؛ «النجمان لهما أتباع والجمهور مجزأ. من المحتمل ألا يكون لديهم انخفاض في الأرباح نتيجة لذلك. وبهذا المعنى، فإن علامتهم التجارية لا تتضرر ماليًا». ويبدو أن روك استفاد مالياً من الحادث؛ حيث شهدت مبيعات تذاكره الخاصة بجولته الكوميدية زيادة بنسبة 641 ٪ في الأيام التالية من الحادث، مع بيع بعض التذاكر بالمزاد العلني بأكثر من 1700 دولار.